# Şükrü Kanatlı
Şükrü Kanatlı (* 1893 in Istanbul; † 15. Januar 1954 ebenda) war ein türkischer General, der unter anderem zwischen 1947 und 1949 Oberkommandierender der Gendarmerie (Jandarma) sowie von 1951 bis zu seinem Tod 1954 Oberkommandierender des Heeres (Türk Kara Kuvvetleri) war.

## Leben
Kanatlı absolvierte nach dem Schulbesuch die Heeresschule (Harp Okulu) und schloss diese 1912 als Leutnant (Teğmen) ab. Im Anschluss war er Zugführer der 4. Kompanie des 31. Infanterieregiments, das zur 11. Division gehörte. Während der Absetzung der jungtürkischen Regierung wurde er am 22. Februar 1912 festgenommen und befand sich bis zum 12. Oktober 1913 in Gefangenschaft auf Korfu. Nach seiner Haftentlassung setzte er seine Offizierslaufbahn fort und wurde wieder Zugführer sowie stellvertretender Kompaniechef. Er nahm an den Balkankriegen, am Ersten Weltkrieg sowie am Befreiungskrieg zwischen 1919 und 1923 teil. 1924 begann er seine Ausbildung zum Stabsoffizier an der Heeresakademie (Harp Akademisi) und schloss diese 1926 ab. Daraufhin folgten bis 1941 weitere Verwendungen in verschiedenen Einheiten.
Nach seiner Beförderung zum Brigadegeneral (Tuğgeneral) 1941 wurde er zunächst stellvertretender Befehlshaber der 39. Division sowie 1942 stellvertretender Chef des Stabes der 3. Armee. 1943 wurde er zum Generalmajor (Tümgeneral) befördert und war anfangs Chef des Stabes der 3. Armee, danach 1944 Befehlshaber der 51. Division sowie Befehlshaber des Grenzkommandos Ost (Şark Hudut Komutanlığı) und schließlich 1945 erneut Chef des Stabes der 3. Armee. 
1946 erfolgte seine Beförderung zum Generalleutnant (Korgeneral) sowie die Ernennung zum Kommandierenden General des VIII. Korps. Am 23. Oktober 1947 folgte er Generalleutnant Nazmi Gönenli als Oberkommandierender der Gendarmerie (Jandarma) und verblieb auf diesem Posten bis zu seiner Ablösung durch Generalleutnant Nuri Berköz am 28. März 1949. Anschließend war er zunächst stellvertretender Leiter der Operationsabteilung sowie Leiter der Personalabteilung im Generalstab der Türkei sowie letztlich Kommandierender General des XV. Korps.
Nach seiner Beförderung zum General (Orgeneral) wurde Kanatlı am 24. Juni 1951 Nachfolger von General Asım Tınaztepe als Oberbefehlshaber der 1. Armee (Birinci Ordu) und verblieb auf diesem Posten bis zu seiner Ablösung durch General Zekâi Okan am 27. Dezember 1951. Er selbst wurde daraufhin Oberkommandierender des Heeres (Türk Kara Kuvvetleri) und damit Nachfolger von General Kurtcebe Noyan. Er übte diese Funktion bis zu seinem Tod am 15. Januar 1954 aus und wurde dann durch General Nurettin Baransel abgelöst.
Nach seinem Tode wurde er auf dem Friedhof Zincirlikuyu (Zincirlikuyu Mezarlığı) von Istanbul bestattet.